# Coccoloba retusa
Coccoloba retusa är en slideväxtart som beskrevs av August Heinrich Rudolf Grisebach. Coccoloba retusa ingår i släktet Coccoloba och familjen slideväxter. Inga underarter finns listade i Catalogue of Life.